# Vin Diesel
Vin Diesel, născut Mark Sinclair Vincent, (n. 18 iulie 1967, California, SUA) este un actor, regizor și producător american. Este cunoscut mai ales pentru portretizarea lui Dominic Toretto în seria de filme The Fast and the Furious, a lui Riddick în trilogia The Chronicles of Riddick, sau pentru rolul său din filmul xXx (2002)

## Biografie
Diesel se descrie ca fiind “o persoană de culoare”, cu o etnie ambiguă, “italian și multe alte lucruri”. Vin Diesel nu și-a cunoscut niciodată tatăl biologic și a fost crescut de tatăl său vitreg afro-american Irwing, profesor și director al unui teatru. Și-a făcut debutul pe scenă la vârsta de 7 ani, când a apărut în piesa “Dinosaur Door”, scrisă de Barbara Garson, produsă la Theater for the New City, în New York. Participarea sa în piesă a venit atunci când el împreună cu fratele său și câțiva prieteni au intrat în teatru cu intenția de a-l vandaliza. S-au confruntat însă cu directorul artistic al teatrului, Crystal Field, care în schimbul pedepsei copiilor, îi trece în scenariu și le oferă propriul fragment în viitorul show. 
Vin Diesel devine producător la începutul anilor 1990, primul salariu fiind luat pentru scurt metrajul “Multi-Facial”, pentru care a fost de asemenea nominalizat în 1995, la festivalul de la Cannes. Într-un interviu acordat emisiunii Noaptea Târziu cu Conan O’ Brien (Late Night with Conan O’Brien) susține că și-a schimbat numele în „Vin Diesel” în perioada în care a lucrat ca portar pentru Clubul de noapte din New York “The Tunnel”, motivul fiind reprezentat de faptul că în această meserie, numele real nu este folosit des. Numele de Vin vine de la simpla prescurtare a versiunii Vincent, iar pseudonimul Diesel de la prietenul său care îi spunea, “oprește-te Diesel” referindu-se la energia continuă pe care o avea.
Are un frate geamăn, pe nume Paul, un frate mai tânăr Tim și o soră Samantha.

## Carieră
Primul său rol a fost necreditat, în anul 1990 în filmul Awakenings. Apoi, produce, regizează și joacă în scurt metrajul Multi-Facial din 1994, o semi-autobiografie ce urmărește lupta unui actor în procesul de audiere, pentru că este văzut fie prea negru, fie prea alb sau nici negru ori suficient de alb. A realizat primul lung metraj în 1997, sub numele de Strays, o dramă în care s-a auto-distribuit ca fiind șeful unei bande, ce se îndrăgostește de o femeie care inspiră încercarea de a-și schimba drumul în viață. Scris, regizat și produs de Vin Diesel, filmul a fost selecționat în 1997 pentru competiția „Sundance Festival” găzduită de MTV. A fost apoi selectat de Steven Spielberg în l998 pentru filmul „Salvați soldatul Ryan” (Saving Private Ryan), ca pregnanță a performanței sale din „Multi-Facial”. În l999 își împrumută vocea în filmul de animație „Uriașul de Fier (The Iron Giant)”. Primește în anul 2000 un rol major în filmul „Boiler Room”, apoi rolul anti-eroului Riddick în „Pitch Black”, devenind mai târziu erou de acțiune cu două mari succese : „Furios și Iute (The Fast and The Furious)” (2001) și Triplu X (XXX), (2002). În anul 2004 își reia rolul din „Pitch Black”, Riddick, de această dată în „Cronicile lui Riddick (The Chronicles of Riddick)”, ce au avut un succes ponderat. În anul 2005 primește rolul locotenentului Shane Wolf în comedia „Bona de la Forțele Speciale (The Pacifier)”, care a fost o surpriză pentru Box Office. Apare în anul 2006 în drama „Pledez vinovat (Find me Guilty)” și de asemenea în cea de-a treia parte a seriei „The Fast and The Furious : Tokio Drift”, nefigurând însă în casting. În vara anului 2008 apare în science-fictionul „Babylon A.D.”.
După șapte ani, a reluat rolul lui Dominic Torretto în cea de-a patra parte a seriei Fast & Furious ce a fost gata în aprilie 2009. La fel sa întâmplat și în 2011 când a apărut în Fast Five unde a jucat tot cu numele de Dominic Toretto. Filmul a fost lansat în vara lui 2011.

## Viața personală
Vin Diesel a declarat că preferă să-și mențină discretă viața privată “adoptând codul tăcerii al lui Harrison Ford, Marlon Brandon, Robert de Niro și Al Pacino”. 
Diesel a jucat Dungeons & Dragons timp de 20 de ani și a scris o carte comemorativă intitulată 30 Years of Adventure: A Celebration of Dungeons & Dragons. La cea de-a treizecea aniversare a jocului a inaugurat revista “Dragon Magazine”.
Prin anul 2001, Vin Diesel a avut o relație cu colega de platou din filmul Fast and the Furious, Michelle Rodriguez.
Din 2008 Vin Diesel este într-o relație cu fotomodelul mexican Paloma Jimenez, cu care are trei copii: o fiică pe nume Hania Riley (n. aprilie 2008), un fiu Vincent Sinclair (n. 2010), și încă o fiică Pauline, despre nașterea căreia s-a anunțat în martie 2015. Pauline a fost numită în onoarea prietenului și colegului lui Diesel, actorul Paul Walker, care a murit în noiembrie 2013 într-un accident rutier.

## Filmografie

### Film
| An                            | Film                                                                           | Rol                                | Alte note                     |
| ----------------------------- | ------------------------------------------------------------------------------ | ---------------------------------- | ----------------------------- |
| 1990                          | Revenire la viață                                                              | infirmier                          | Rol nemenționat               |
| 1994                          | Multi-Facial                                                                   | Mike                               |                               |
| 1997                          | Strays                                                                         | Rick                               |                               |
| 1998                          | Salvați soldatul Ryan (Saving Private Ryan)                                    | Soldat Caparzo                     |                               |
| 1999                          | Uriașul de metal (The Iron Giant)                                              | The Iron Giant (suara)             | Animat                        |
| 2000                          | Vârful piramidei (Boiler Room)                                                 | Chris Varick                       |                               |
| 2000                          | Întuneric total (Pitch Black)                                                  | Richard B. Riddick                 |                               |
| 2001                          | Furios și iute (The Fast and the Furious)                                      | Dominic Toretto                    |                               |
| 2001                          | Patru băieți și o geantă (Knockaround Guys)                                    | Taylor Reese                       |                               |
| 2002                          | Triplu X (xXx)                                                                 | Xander Cage                        |                               |
| 2003                          |                                                                                |                                    |                               |
| Pe cont propriu (A Man Apart) | Sean Vetter                                                                    |                                    |                               |
| 2004                          | Cronicile lui Riddick: Furia întunecată (The Chronicles of Riddick: Dark Fury) | Richard B. Riddick (voce)          | Direct pe DVD, animat         |
| 2004                          | Riddick - Bătălia începe (The Chronicles of Riddick)                           | Richard B. Riddick                 |                               |
| 2004                          | Bona de la forțele speciale (The Pacifier)                                     | Locotenent Shane Wolfe             |                               |
| 2006                          | Pledez vinovat?! (Find Me Guilty)                                              | Jack DiNorscio                     | s-a îngrășat pentru acest rol |
| 2006                          | Furios și iute: Tokyo Drift (The Fast and the Furious: Tokyo Drift)            | Dominic Toretto                    |                               |
| 2008                          | Babylon A.D.                                                                   | Hugo Cornelius Toorop              |                               |
| 2009                          | Furios și iute 4: Piese originale (Fast & Furious)                             | Dominic Toretto                    |                               |
| 2011                          | Triplu X - 2 (xXx: Return of Xander Cage)                                      | Xander Cage                        |                               |
| 2011                          | Furios și iute în viteza a 5-a (Fast Five)                                     | Dominic Toretto                    |                               |
| 2013                          | Riddik Furios si iute 6 (Furious 6)                                            | Richard B. Riddick Dominic Toretto |                               |
| 2013                          | Riddick: Blindsided                                                            | Richard B. Riddick                 | Scurtmetraj, Voce             |
| 2014                          | Gardienii galaxiei (Guardians of the Galaxy)                                   | Groot                              | Voce                          |
| 2014                          | Life is a Dream                                                                |                                    | Producător executiv           |
| 2015                          | Furios și iute 7 (Furious 7)                                                   | Dominic Toretto                    | Producător                    |
| 2015                          | The Last Witch Hunter                                                          | Kaulder                            | Filmări                       |
| 2016                          | Hannibal the Conqueror                                                         | Hannibal Barca                     |                               |
| 2017                          | Gardienii galaxiei 2                                                           | Groot                              | Voce                          |
| 2017                          | Furios și iute 8                                                               | Dominic Toretto                    |                               |
| 2018                          | Avengers Infinity War                                                          | Groot                              | Voce                          |
| 2021                          | Furios și iute 9-F9 (Fast & Furious 9-F9)                                      | Dominic Toretto                    |                               |
| 2023                          | Furios și iute 10 (Fast X)                                                     | Dominic Toretto                    |                               |

### Producător
1. Multi-Facial (1994) (producător)
2. Strays (1997) (producător executiv) (porducător)
3. xXx (2002) (producător executiv)
4. A Man Apart (2003) (producător)
5. Chronicles of Riddick (2004) (producător executiv)
6. Life is a Dream (2004) documentar (producător executiv)
7. Find Me Guilty (2006) (producător)
8. Hitman (2007) (producător executiv)
9. Fast & Furious (2009) (producător)
10. Hannibal the Conqueror (2010) (producător)

### Scriitor
1. Multi-Facial (1994)
2. Strays (1997)
3. Hannibal the Conqueror (2010)

### Jocuri video
| An   | Titlu                                              | Rol                | Note |
| ---- | -------------------------------------------------- | ------------------ | ---- |
| 2004 | The Chronicles of Riddick: Escape from Butcher Bay | Richard B. Riddick | Voce |
| 2009 | Wheelman                                           | Milo Burik         | Voce |
| 2009 | The Chronicles of Riddick: Assault on Dark Athena  | Richard B. Riddick | Voce |

## Premii și nominalizări
| An   | Premiu                                   | Categorie                                                          | Lucrare                                            | Rezultat     |
| ---- | ---------------------------------------- | ------------------------------------------------------------------ | -------------------------------------------------- | ------------ |
| 1997 | Grand Jury Prize                         | Best Dramatic Feature                                              | Strays                                             | Nominalizare |
| 1999 | Screen Actors Guild Award                | Outstanding Performance by a Cast Shared with the rest of the cast | Saving Private Ryan                                | Nominalizare |
| 1999 | Online Film Critics Society Award        | Best Cast Shared with the rest of the cast                         | Saving Private Ryan                                | Câștigat     |
| 2001 | Blockbuster Entertainment Award          | Favorite Actor                                                     | Pitch Black                                        | Nominalizare |
| 2002 | MTV Movie Award                          | Best Male Performance                                              | The Fast and the Furious                           | Nominalizare |
| 2002 | MTV Movie Award                          | Best On-Screen Team Shared with Paul Walker                        | The Fast and the Furious                           | Câștigat     |
| 2002 | Black Reel Award                         | Best Actor                                                         | The Fast and the Furious                           | Nominalizare |
| 2003 | MTV Movie Award                          | Best Male Performance                                              | xXx                                                | Nominalizare |
| 2003 | Teen Choice Award                        | Choice Movie Actor: Drama/Action Adventure                         | xXx A Man Apart                                    | Nominalizare |
| 2004 | Spike Video Game Award                   | Best Performance by a Human Male                                   | The Chronicles of Riddick: Escape from Butcher Bay | Câștigat     |
| 2005 | Teen Choice Award                        | Choice Movie Actor: Comedy                                         | The Pacifier                                       | Nominalizare |
| 2005 | Golden Raspberry Award                   | Worst Actor                                                        | The Chronicles of Riddick                          | Nominalizare |
| 2005 | Video Software Dealers Association Award | Male Star of the Year                                              | The Chronicles of Riddick                          | Câștigat     |
| 2009 | Spike Video Game Award                   | Best Performance by a Human Male                                   | The Chronicles of Riddick: Assault on Dark Athena  | Nominalizare |
| 2009 | MTV Movie Award                          | Best Male Performance                                              | Fast & Furious                                     | Nominalizare |
| 2010 | People's Choice Award                    | Favorite Action Star                                               | Fast & Furious                                     | Nominalizare |
| 2011 | CinemaCon Award                          | Action Star of the Year                                            | Fast Five                                          | Câștigat     |
| 2011 | Teen Choice Award                        | Choice Movie Actor                                                 | Fast Five                                          | Nominalizare |
| 2012 | Image Award                              | Outstanding Actor in a Motion Picture                              | Fast Five                                          | Nominalizare |
| 2012 | Black Reel Award                         | Best Cast Ensemble Shared with the rest of the cast                | Fast Five                                          | Nominalizare |
| 2012 | People's Choice Award                    | Favorite Action Star                                               | Fast Five                                          | Nominalizare |
| 2013 | Teen Choice Award                        | Choice Movie: Chemistry Shared with Paul Walker & Dwayne Johnson   | Fast & Furious 6                                   | Nominalizare |
| 2014 | People's Choice Award                    | Favorite Action Movie Actor                                        | Fast & Furious 6                                   | Nominalizare |
| 2014 | MTV Movie Award                          | Best On-Screen Duo Shared with Paul Walker                         | Fast & Furious 6                                   | Câștigat     |
| 2015 | Phoenix Film Critics Society             | Best Cast                                                          | Guardians of the Galaxy                            | În așteptare |